# أدريان ماتيو لوبيز
أدريان ماتيو لوبيز (بالإسبانية: Adrià Mateo López)‏ هو لاعب كرة قدم إسباني، ولد في 16 مارس 1995. لعب مع Levanger FK ‏.